# Ян Драпала
Ян Драпала (пол. Jan Drapała; нар. 17 червня 1899, Львів, Австро-Угорщина — пом. березень/квітень 1945, околиці Йоганнгеоргенштадту, Німеччина) — польський футболіст, виступав на позиції воротаря. Також займався легкою атлетикою та тенісом.

## Життєпис
Народився у Львові, футболом розпочав займатися в місцевому спортивному клубі «Чарні». За футбольну секцію клубу на позиції воротаря виступав до 1929 року (зіграв 29 матчів). З 1931 по 1933 рік захищав кольори іншого львівського клубу — «Олдбоє».
У збірній Польщі зіграв один матч, 3 жовтня 1926 року в програному (1:3) поєдинку проти Швеції, замінивши на декілька хвилин Стефана Кісєлінського.